# 13 ساعة: جنود بنغازي السريين
13 ساعة: جنود بنغازي السريين  (بالإنجليزية: 13 Hours: The Secret Soldiers of Benghazi)‏ فِلم إثارة وحركة أميركي من إنتاج وإخراج مايكل بي ومن كتابة شاك هوجان، وهو مبني على كتاب «13 ساعة» لعام 2013 للكاتب ميتشل زاكوف، اللذي يتكلم عن واقعة حدثت في الواقع. تدور القصة حول الأعضاء الستة للفريق الأمني الذين يقاتلون للدفاع عن المجمع الدبلوماسي الأمريكي في بنغازي، بعد الهجوم على القنصلية الأمريكية في 11 سبتمبر 2012. الفلم من بطولة جيمس بادج دايل، جون كراسينسكي، ماكس مارتيني، توبي ستيفنز، بابلو شرايبر، ديفيد دنمان، دومينيك فيومسا، وفريدي ستروما. بدأ التصوير 27 أبريل 2015 في مالطا. من المقرر أن تطلق عروض الفلم في 15 يناير 2016، من قبل باراماونت بيكتشرز.

## مقدمة
في مساء 11 سبتمبر 2012، الذكرى الحاديّة عشر لإعتداء 11 سبتمبر، مجموعة من المتشددين ا تهاجم المجمّع الدبلوماسي الأميركي وملحق قريب وكالة المخابرات المركزية في بنغازي، ليبيا. ليقتلوا أربع أميركيين بما فيهم سفير الولايات المتحدة، كريستوفر ستيفنز. الفريق الأمني المكوّن من ستة أعضاء قاتلوا للدفاع الأميريكيين المتبقيين.

## طاقم الممثلين
- جيمس بادج دايل[8]
- جون كراسينسكي[7] بدور جاك دا سيلفيا
- ماكس مارتيني[9]
- توبي ستيفنز بدور غلين «بوب» دوهيرتي، أحد أعضاء الفريق الأمني كما هو صديق جيد لشخصية كرزنسكي بالفلم.[10]
- بابلو شرايبر[11]
- ديفيد دنمان[12]
- دومينيك فموسا بدور جون «تيغ» تيغن، جندي مشاة سابق وأحد عناصر الفريق الأمني.[13]
- فريدي ستروما عميل سري لوكالة المخابرات الأميركية في ليبيا.[14]
- ديفيد كوستابايل بدور الرئيس
- اليكسيا بارلير بدور سونا جيلاني
- اندريه كلود بدور باندولير، زعيم الميليشيا الواقفة خلف الاعتداء على السفارة الأميريكية وملحقية المخابرات المركزية في بنغازي.
- ديفيد جيونتولي بدور سكوت ويكلاند، وكيل دس
- بيمان المعادي بدورأماهل، مترجم محلي

## الإنتاج
في 10 فبراير 2014، أعلن عن أن باراماونت بيكتشرز تجري محادثات مع ثري آرتس إنتيرتينمينت للحصول على حقوق التصوير السينمائي لكتاب 13 ساعة للكاتب ميتشل زاكوف، حيث تكون من إنتاج إروين ستوف. عيّن تشاك هوجان لتهيئة الرواية المبنيّة على أحداث واقعيّة لإعتداء بنغازي من جانب المتشددين على المجمّع الدبلوماسي الأميركي، عشيّة 11 سبتمبر 2012. يركز الفِلم الأعضاء الستة للفريق الأمني الذي يقاتل للدفاع على آخر أميركي متبقي. في 29 أكتوبر 2014، تم تعيين مايكل بي لإخراج وإنتاج الفلم.
في 14 يناير 2015، ضُمَّ جون كراسينسكي لطاقم الممثلين بالفلم للعب أحد الأدوارالرئيسية كعنصر من قوة سيل بالبحرية الأمريكية. في 3 فبراير، وقع بابلو شرايبر للبطولة في الفِلم للعب دور كريس «تانو» بارونتو، أحد الرجال الست بالفريق الأمني. في السادس من فبراير، عيين جيمس بادج دايل لتأدية دور بطولي كقائد الفريق الأمني. ماكس مارتيني انضم لفريق الممثلين بالفلم لتدأدية دور عنصر آخر من الفريق الأمني في 17 فبراير 2015. وقع ديفيد دنمان للتتمثيل بالفلم في 3 مارس 2015، لتأدية دور قناص النخبة «بون». في 5 مارس من ذات العام، ذكرت تي إتش آر أن دومينيك فيومسا هو الآخر وقعّ للعب دور جون «تيغ» تيغين، أحد أعضاء الفريق الأمني، والذي كان أيضًا عنصر مارينز سابق ذو خبرة في السلاح. فريدي ستروما ضمّ لفريق الممثلين في 17 مارس 2015 للعب دور العميل السري لوكالة المخابرات المركزية الأمريكية في ليبيا. عيين توبي ستيفنز في 7 مايو 2015 لأداء دور غلين «بوب» دوهتري، أحد عناصر الفريق الأمني وضابط بمركز الاستجابة العالمية والصديق الجيد لشخصية كرزنسكي بالفلم....

### التصوير
بدأ التصوير في 27 أبريل 2015 بمالطا والمغرب. جزء كبير من موقع التصوير للفلم بنيّ في مارس 2015 في تاقلعي، مالطا.

## الإصدار
في 30 يونيو 2015، باراماونت بيكتشرز أعلنت عن أن الاسم لجديد للفلم سيكون 13 ساعة: جنود بنغازي السريين وحددث وعد إصدار الفلم في 16 من يونيو 2016 خلال يوم مارتن لوثر كنج.

## روابط خارجية
- الموقع الرسمي
- 13 ساعة: جنود بنغازي السريين على موقع IMDb (الإنجليزية)
- 13 ساعة: جنود بنغازي السريين على موقع ميتاكريتيك (الإنجليزية)
- 13 ساعة: جنود بنغازي السريين على موقع روتن توميتوز (الإنجليزية)
- 13 ساعة: جنود بنغازي السريين على موقع نتفليكس (الإنجليزية)
- 13 ساعة: جنود بنغازي السريين على موقع قاعدة بيانات الأفلام العربية
- 13 ساعة: جنود بنغازي السريين على موقع ألو سيني (الفرنسية)
- 13 ساعة: جنود بنغازي السريين على موقع Turner Classic Movies (الإنجليزية)
- 13 ساعة: جنود بنغازي السريين على موقع أول موفي (الإنجليزية)
- 13 ساعة: جنود بنغازي السريين على موقع بوكس أوفيس موجو (الإنجليزية)
- 13 ساعة: جنود بنغازي السريين على موقع فيلمافينيتي (الإسبانية)